# Archichauliodes rieki
Archichauliodes rieki är en insektsart som beskrevs av Günther Theischinger 1983. Archichauliodes rieki ingår i släktet Archichauliodes och familjen Corydalidae. Inga underarter finns listade i Catalogue of Life.